# براد جونسون (لاعب كرة قدم)
براد جونسون (بالإنجليزية: Brad Johnson)‏ (و. 1968  م) هو لاعب كرة قدم أمريكية، من الولايات المتحدة، ولد في ماريتا، يلعب كظهير ربعي.

## التعليم
تعلم في Charles D. Owen High School ‏.

## وصلات خارجية
- براد جونسون على موقع كلية كرة السلة في سبورتس رفرنس.كوم (الإنجليزية)
- براد جونسون على موقع إي إس بي إن.كوم (أن.أف.أل)3
- براد جونسون على موقع مرجع كرة القدم المحترفة.كوم (الإنجليزية)

- براد جونسون على موقع IMDb (الإنجليزية)
- براد جونسون على موقع إن إن دي بي (الإنجليزية)